# Georgios III.
Georgios III. (světským jménem: Georgios Papachrysostomou, řecky: Γεώργιος Παπαχρυσοστόμου; * 25. května 1949, Athienou) je arcibiskup kyperské pravoslavné církve (nejvyšší představitel) a arcibiskup z Nova Justiniana a celého Kypru.

## Život
Narodil se 25. května 1949 v Athienou.
Roku 1967 dokončil studium na Pankyperském gymnáziu v Nikósii a poté nastoupil na fakultu chemie univerzity v Athénách, kterou dokončil roku 1972.
Roku 1976 nastoupil na studium teologie athénské univerzity, kterou úspěšně dokončil o čtyři roky později. Poté byl poslán do Anglie.
Dne 23. prosince 1984 byl salamiským biskupem Varnavasem (Solomou) rukopoložen na diákona.
Dne 17. května 1985 jej kyperský arcibiskup Chrysostomos I. rukopoložil na jereje a povýšil na archimandritu.
Roku 1989 byl zatčen při protiokupační demonstraci proti Turecku a proto podal žalobu k Radě Evropy a komisaři pro lidská práva této rady. Rozhodnutím č. 507 ze dne 3. února 1994 Rada Evropy poprvé odsoudila Turecko za porušování lidských práv na Kypru a uložila mu pokutu.
Roku 1994 byl zvolen sekretářem Svatého synodu na Kypru a zároveň vyučoval chemii na střední škole.
Zastupoval kyperskou církev během dialogu s protestanty.
Dne 24. dubna 1996 byl zvolen biskupem Arsinoe a vikářem metropolie Pafos. Dne 26. května 1996 proběhla jeho biskupské chirotonie.
Dne 29. prosince 2006 byl Svatým synodem zvolen metropolitou Pafosu. Následující den byl uveden na biskupskou katedru.
Dne 9. prosince 2008 zastupoval kyperskou církev na pohřbu zesnulého moskevského patriarchy Alexije II.
Byl účastníkem jednání mezipravoslavné komise pro přípravu Všepravoslavného koncilu v Pregny-Chambésy v prosinci 2009 a únoru 2011.
V červenci 2013 se jako součást delegace kyperské církve zúčastnil oslav v Rusku při příležitosti 1025. výročí křtu Ruska. Moskevský patriarcha Kirill jej vyznamenal Řádem svatého Alexije Moskevského II. stupně.
Roku 2016 byl účastníkem Všepravoslavného koncilu na Krétě.
Dne 7. listopadu 2022 se v souvislosti s úmrtím kyperského arcibiskupa Chrysostoma II. stal locum tenens kyperské církve. Byl odpovědný za organizaci voleb nového primasa Kyperské církve .
Byl jedním ze šesti hierarchů církve, kteří 18. prosince 2022 kandidovali na volbu nového primase. Obdržel 18,39 % hlasů hlasujících členů církve a stal se jedním ze tří kandidáti, kteří postoupili do druhého kola.
Dne 24. prosince 2022 byl na základě hlasování členů synodu zvolen primasem kyperské církve, když získal 11 hlasů ze 16.
Dne 8. ledna 2023 proběhla jeho slavnostní intronizace.